# Anders Gozzi
Anders Gottlieb Louis Gozzi, född 12 juli 1967, är en svensk före detta ishockeyspelare som är ishockeytränare för Tyresö Hanviken Hockey. 

## Biografi

### Spelarkarriär (i urval)
Under säsongen 1992/1993 kom Gozzis höjdpunkt under hans spelarkarriär när han blev svensk mästare med Brynäs IF, där han spelade i "Smurfkedjan" tillsammans med Ove Molin och Peter Larsson. Han avslutade sin spelarkarriär i AIK Ishockey under säsongen 2003/2004. Hans moderklubb är även AIK, där han har spelat näst flest matcher efter David Engblom.

### Karriär som sportchef och tränare (i urval)
Gozzi var sportchef i AIK Ishockey under säsongerna 2004/2005–2012/2013. Han slutade som sportchef efter att klubben slutat på nionde plats i tabellen och missat slutspel.
Den 25 april 2015 återvände Gozzi till AIK Ishockey och blev på nytt sportchef i klubben. Han hade positionen som sportchef fram tills säsongen 2020/2021 då han lämnade uppdraget.
Under oktober 2022 presenterades Gozzi som ny huvudtränare för Tyresö Hanviken Hockey. Han leder laget tillsammans med Anders Hultin.

### Familj
Gozzis två söner Patric och Christoffer har båda spelat ishockey i AIK:s ungdomslag. Christoffer har spelat allsvensk ishockey i Väsby IK Hockey.